# 한정사
한정사(determinative, 약어 DET)라고도 불리는 한정어(determiner)는 명사 수정어(noun modifier) 종류에 속하는 단어나 접사(affix)를 설명하기 위해 일부 문법적 설명 모형에서 사용되는 용어이다. 한정사는 명사와 결합하여 참고를 표현한다. 영어의 예로는 관사(the와 a), 지시사(this, that), 소유격 한정사(possessive determiner. my, their), 양사(generalized quantifier. many, both)가 있다. 모든 언어에 한정사가 있는 것은 아니며 모든 문법적 설명 시스템이 한정사를 별개의 범주로 인식하는 것은 아니다.

## 같이 보기
- 문법적 성
- 바실 번스타인
- 한정어
- 수식어